# 이니스프리
아모레 퍼시픽의 뷰티브랜드 이니스프리(Innisfree)는 ‘피부에 휴식을 주는 섬’을 뜻하며, 자연주의 로드숍 브랜드다. 많은 히트 상품을 보유하고 있으며 더 그린티 씨드 세럼과 제주 화산송이 모공 마스크를 대표 밀리언셀러 제품이라고 할 수 있다.

## 브랜드 컨셉
• 브랜드 철학 : 제주가 주는 자연의 혜택을 담아 건강한 아름다움을 전하고 자연의 건강함을 지키기 위해 좋은 원료와 친환경 가치를 우선으로 삼고있다.
• 제주 이야기 : 자연주의 뷰티 브랜드라는 슬로건에 걸맞게 주로 ‘제주’와 연관된 원료가 컨셉인 제품이 대부분이다. 대표적인 예가 제주 녹차, 화산송이, 비자, 용암해수 등으로 10가지가 넘는 화장품이 제주도 컨셉을 가지고 있다.
이러한 제주 뷰티 컨셉이 시작된 것은 1979년부터로, 당시 아모레퍼시픽 회장이었던 서성환 회장이 직접 무농약 녹차 밭을 만들기 시작하면서부터였다. 녹차를 시작으로 이니스프리는 화산송이, 유채, 동백 등 다양한 제주 컨셉 제품을 시도하였으며 2013년 카페와 매장, 방문객의 체험이 모두 가능한 제주하우스를 론칭하기도 했다.

## 회사 연혁
• 2000년: 한국 최초 자연주의 브랜드 이니스프리 설립
• 2003년: 공병 수거 캠페인 시작
• 2005년: 단독 브랜드 로드샵 오픈
• 2006년: 올리브 라인 출시
• 2007년: 로드샵 100호점 오픈
• 2008년: 제주 녹차 그린티 라인 출시
• 2009년: 제주 올레길 후원 시작
• 2010년: 더 그린티 씨드 세럼, 제주 화산송이 라인 출시
• 2011년: 클린 제주 캠페인 시작, 에코 사이언스 라인 출시
• 2012년: 곶자왈 공유화 재단 후원, 포레스트 포맨 라인 출시
• 2013년: 내몽고 나무 심기 캠페인, 싱가포르, 인도 진출
• 2014년: 플레이 그린 페스티벌, 대만, 말레이시아 진출
• 2015년: 태국 진출, 상해 플래그십 스토어 오픈
• 2016년: 베트남 진출, 매출 1조원 돌파
• 2017년: 미국, 인도네시아 진출, 비자 시카 라인 출시
• 2018년: 일본, 호주, 필리핀 진출, 마이 파운데이션 출시
• 2019년: 캐나다, 러시아 출시, 제주 왕벚꽃 라인 출시

## 사회적 책임
• 공병 수거 캠페인: 공병수거 캠페인은 2003년부터 시작된 이니스프리의 대표 그린라이프 캠페인이다. 이니스프리 제품 용기를 매장에 반납하면 고객은 공병 1개당 뷰티포인트 300점을 받을 수 있다. 2020년까지 수거 된 공병의 수는 약 3만 개이며, 2017년 이니스프리는 수거 된 공병을 활용한 인테리어 마감재가 사용된 업사이클링 매장 공병공간을 오픈했다.
• 클린 제주 캠페인: 2011년부터 "제주올레 걷기축제"를 이니스프리가 후원하며, 그 시기에 맞춰 이니스프리 직원들이 그린 원정대를 꾸려 클린제주 캠페인을 진행해 왔다. ‘클린 제주 캠페인’은 청정 섬 제주의 천연 원료를 통해 소비자들에게 건강한 제품을 전달하고 있는 이니스프리가 진행하는 ‘그린 라이프 캠페인’의 일환으로, 이니스프리 직원들로 구성된 그린 원정대가 제주도에서 펼치는 자연환경 보전 활동이다.
• 글로벌 숲 보호 활동: 2012년부터 글로벌 CRS 활동의 일환으로 ‘이니스프리 숲’ 캠페인을 진행하고 있다. 주요 활동으로는 중국 내몽고 지역의 사막방지를 위한 내몽고 인근 지역 나무 심기 캠페인, 대만 타이 마리 '이니스프리 숲' 조성, 아세안 맹그로브 숲 조성 등이 있다. 한국 활동으로 '제주의 허파'라고 불리며 제주 생태계에 중요한 역할을 하는 제주 곶자왈을 보호하기 위해 매년 이니스프리 남성 라인인 '포레스트 포맨' 판매 수입금의 일부를 제주 곶자왈 공유화 재단에 기부하고 있다.
• 업사이클링 뷰티: ‘업사이클링 뷰티’는 버려지는 자원에 새로운 가치를 부여하고 진정성을 담은 제품들로 재탄생시키는 프로젝트다. 2018년 8월 첫 프로젝트 상품으로 버려지는 커피박을 활용한 바디 제품을 앤트러사이트와 콜라보레이션으로 개발했으며, 2019년에는 제주맥주와 함께 헤어라인을 개발했다. 최근에는 아임제주로부터 판매하지 못하는 제주 구좌 당근을 확보, 당근에서 추출한 당근수와 당근 오일을 원료로 한 못난이 당근 핸드 라인을 출시했다.

## 국외 진출
2012년 중국 진출이 성공한 뒤, 동남아 싱가포르에도 오프라인 매장을 오픈했다. 이후 대만, 인도네시아, 일본, 호주, 필리핀 등 세계 각지에 오프라인 지점을 운영하며 무서운 속도로 해외 시장에 진출하고 있다.

## 주요 제품 및 특징
• 그린티 씨드 세럼: 그린티 씨드 세럼은 끈적임 없이 산뜻한 제형이 피부 각질층 10층까지 수분을 공급해 속 건조를 잡아주는 수분 세럼으로 2010년 출시 후 누적 판매 2500만 개를 돌파한 이니스프리의 1등 세럼이다.
• 슈퍼 화산송이 클레이 마스크:  기존 제주 화산송이 원료 대비 2배 더 강력해진 피지 흡착력의 제주 화산송이 스피어를 함유해 다양한 모공 케어를 돕는 수퍼 화산송이 클레이 마스크는 누적 판매 1000만 개를 돌파한 이니스프리 대표 모공팩이다.
• 제주 왕벚꽃 톤업 크림: 제주 왕벚나무 잎 추출물과 내추럴 베타인 성분 함유로 건조함 없이 자연스럽게 민낯을 밝혀주는 제주 왕벚꽃 톤업 크림은 2019년 3월 출시 이후 10여개월 만에 100억 원대의 매출을 올리며 다수 뷰티 패널에서 다관왕을 기록했다.
• 한란 인리치드 크림: 한란 인리치드 크림은 제주한란의 생명력이 더해져 주름개선, 탄력, 피부 톤, 영양, 모공까지 케어해주는 강력한 평생 안티에이징 크림으로 혹한에서도 꽃을 피우는 제주한란에서 얻어진 오키델릭서 성분이 뛰어난 항상화 효과로 메마른 피부에 윤기를 부여하고 손상된 피부 장벽을 복구하며 피부 스스로의 자연방어력을 강화해준다.
• 마이 파운데이션 올데이롱웨어':  20년 초 출시된 마이 파운데이션 올데이롱웨어는 마트 세범 픽싱 파우더와 보습 커버 파우더를 함유해 24시간 깔끔하고 매끈한 피부를 연출한다. 컬러는 화사한 핑크 베이스의 쿨톤 계열 4종, 깨끗한 아이보리 베이스의 뉴트럴톤 계열 4종 등 8종이다.

## 같이 보기
- 한국의 화장품